# 霍赫格山麓奥伯多夫
霍赫格山麓奥伯多夫是奥地利施蒂利亚州费尔德巴赫县的一个市镇。总面积12.57平方公里，总人口745人，人口密度59.3人/平方公里（2001年）。